# Yuenyong Opakul
Yuenyong Opakul (tiếng Thái: ยืนยง โอภากุล 9 tháng 11 năm 1954 -), thường được biết đến với nghệ danh Aed Carabao, là một ca sĩ và nhà soạn nhạc Thái Lan, thành viên của ban nhạc Carabao.

## Danh sách đĩa nhạc

### Các Album
- "Kam Phu Cha" (1984)
- "Tham Muea" (1988)
- "Kon Bueng" (1990)
- "No Ploblem" (1990)
- "World Folk Zen" (1991)
- "Prusapha" (1992)

### Single
- "Khri Kha Pra Cha Chon"
- "Khwan Thai Jai Neung Deaw"
- "Tsunami"[3]
- "When Whak"[4]
- "Jed Tula Lod Thong Kreung Sao"[5]
- "Thep Pa Chao Dan Khun Thot [6]